# Henneberg (Thüringen)
Henneberg is een plaats en voormalige gemeente in de Duitse deelstaat Thüringen, en maakt deel uit van de Landkreis Schmalkalden-Meiningen.
Henneberg telt  inwoners.

## Geschiedenis
Henneberg werd op 1 januari 2019 opgenomen in de gemeente Meiningen.

## Galerij

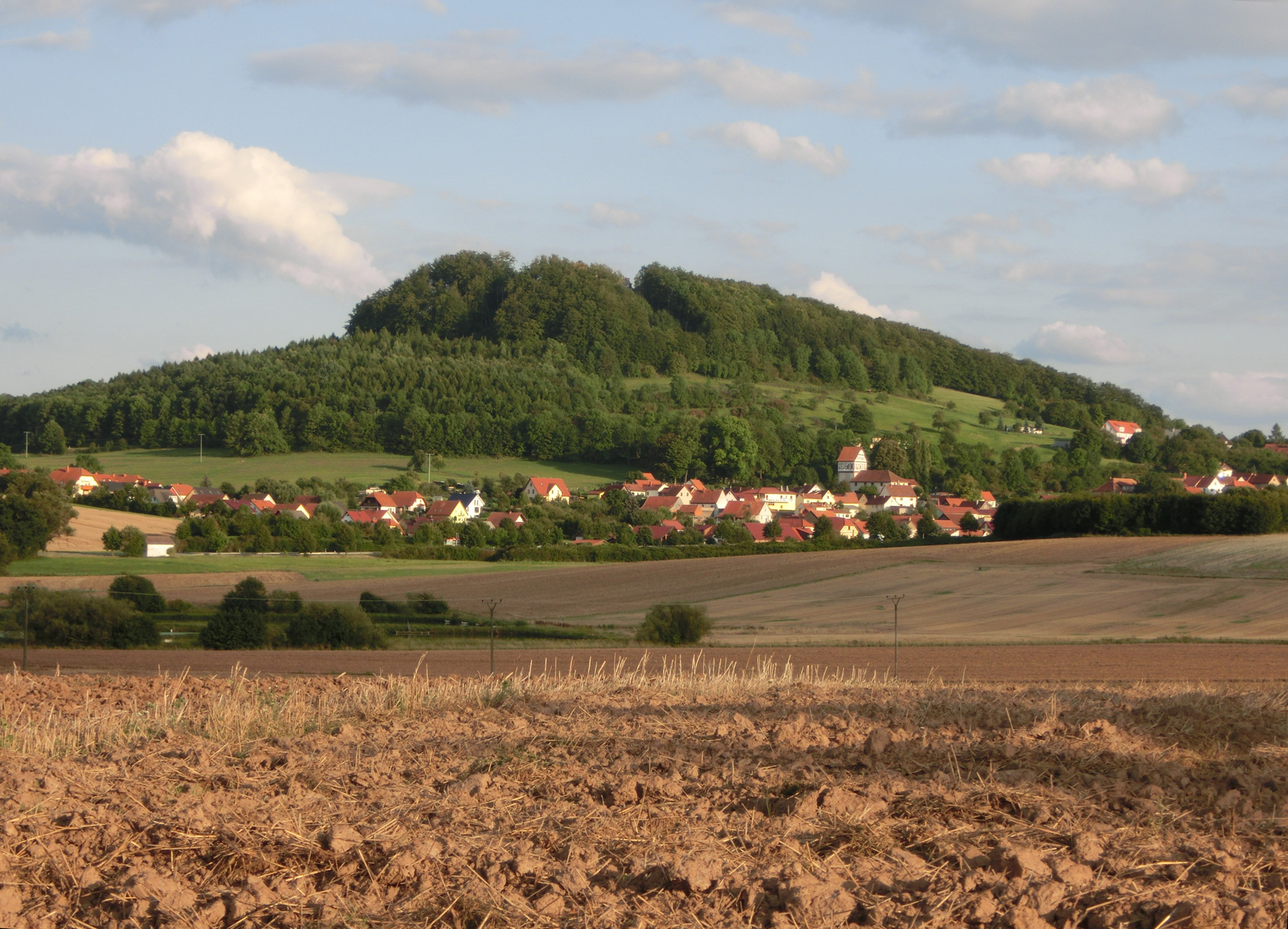
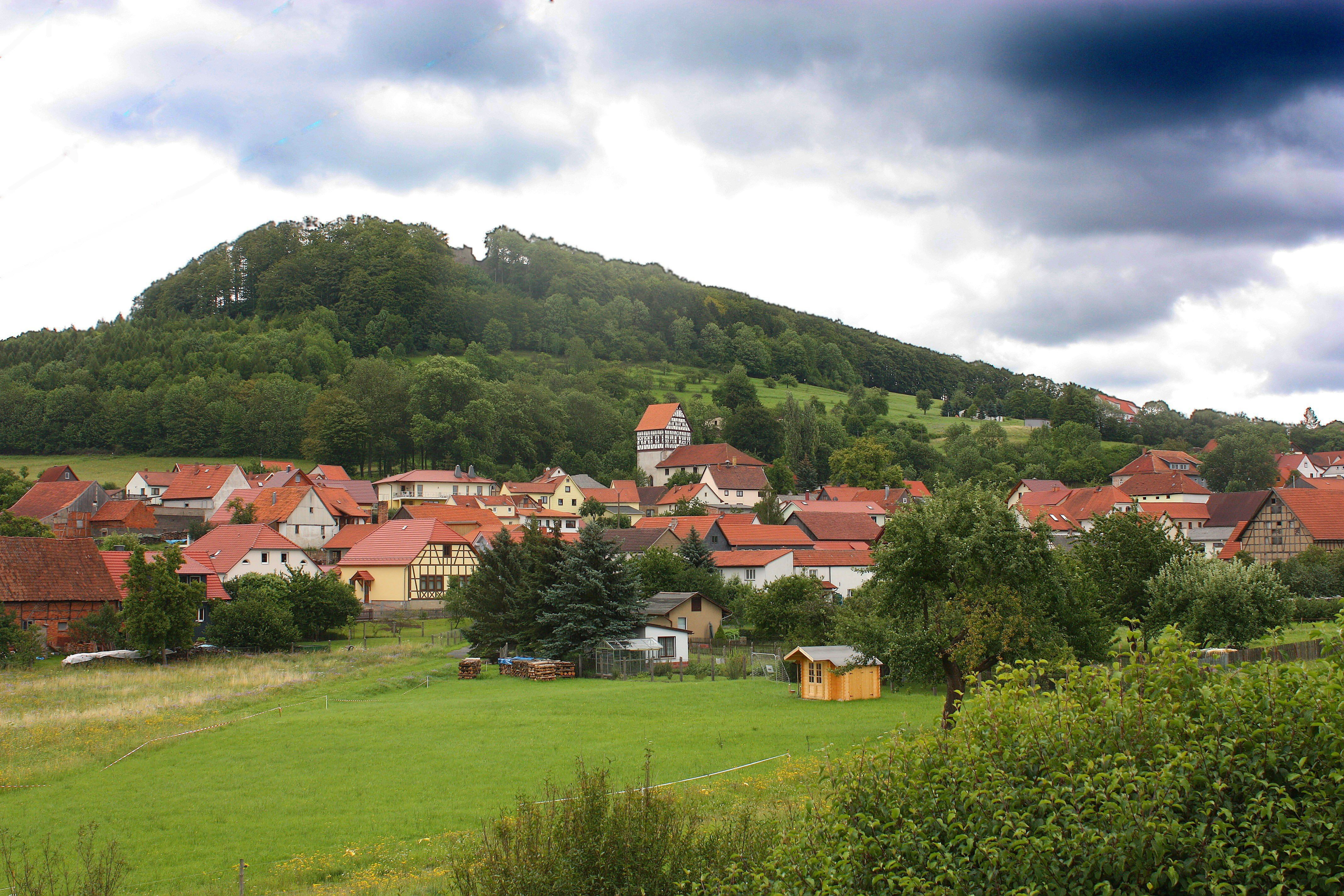
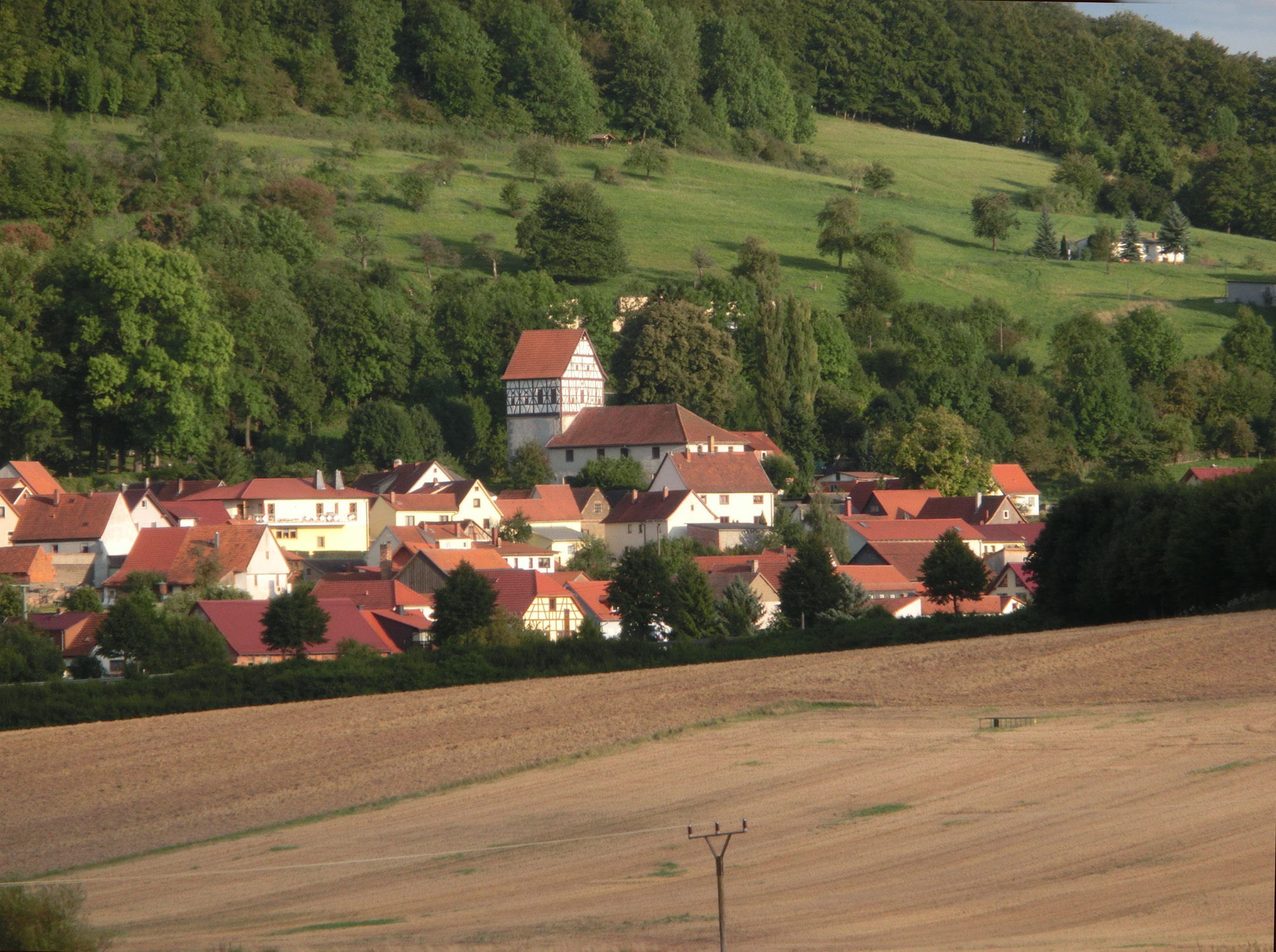
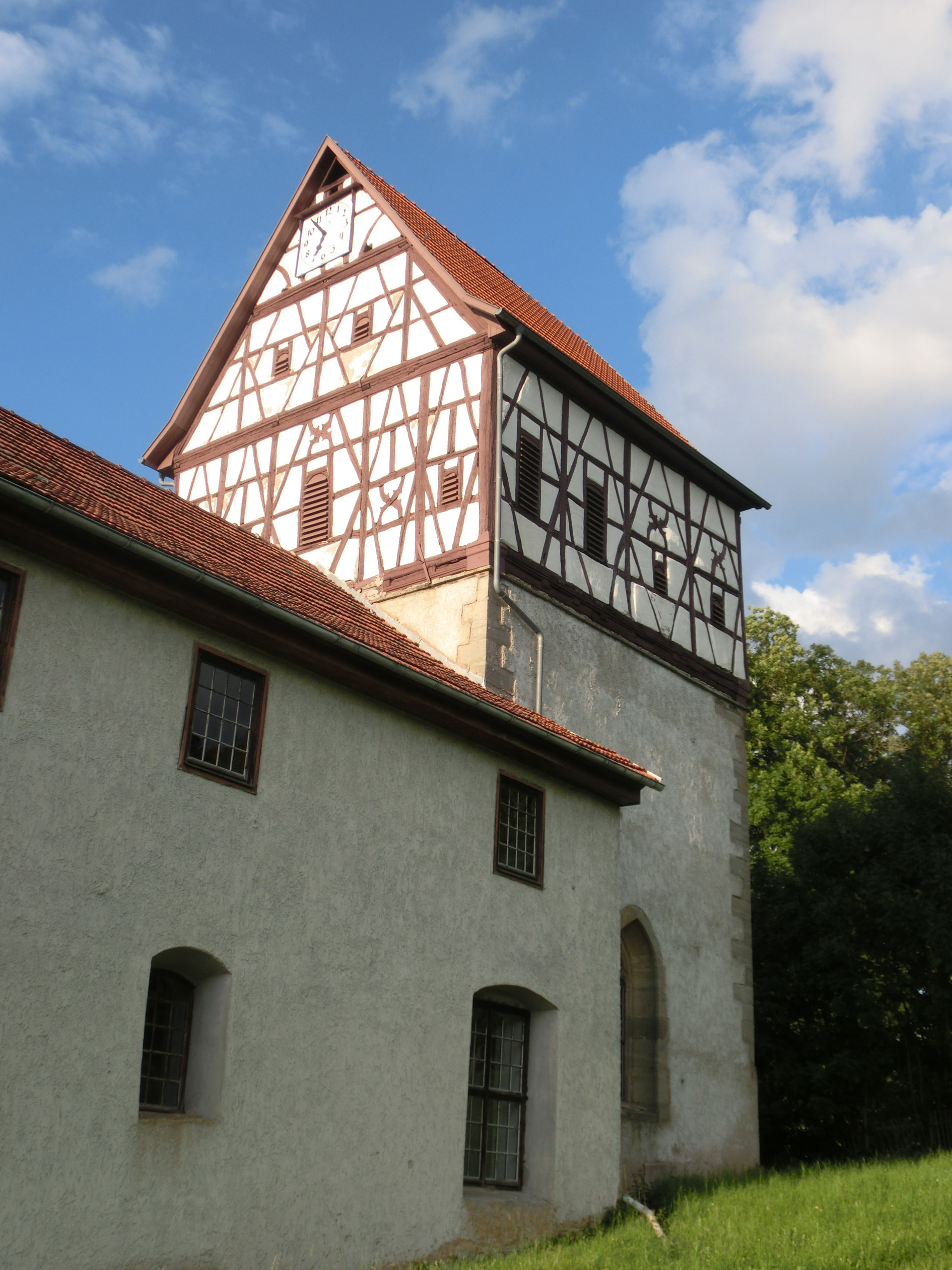
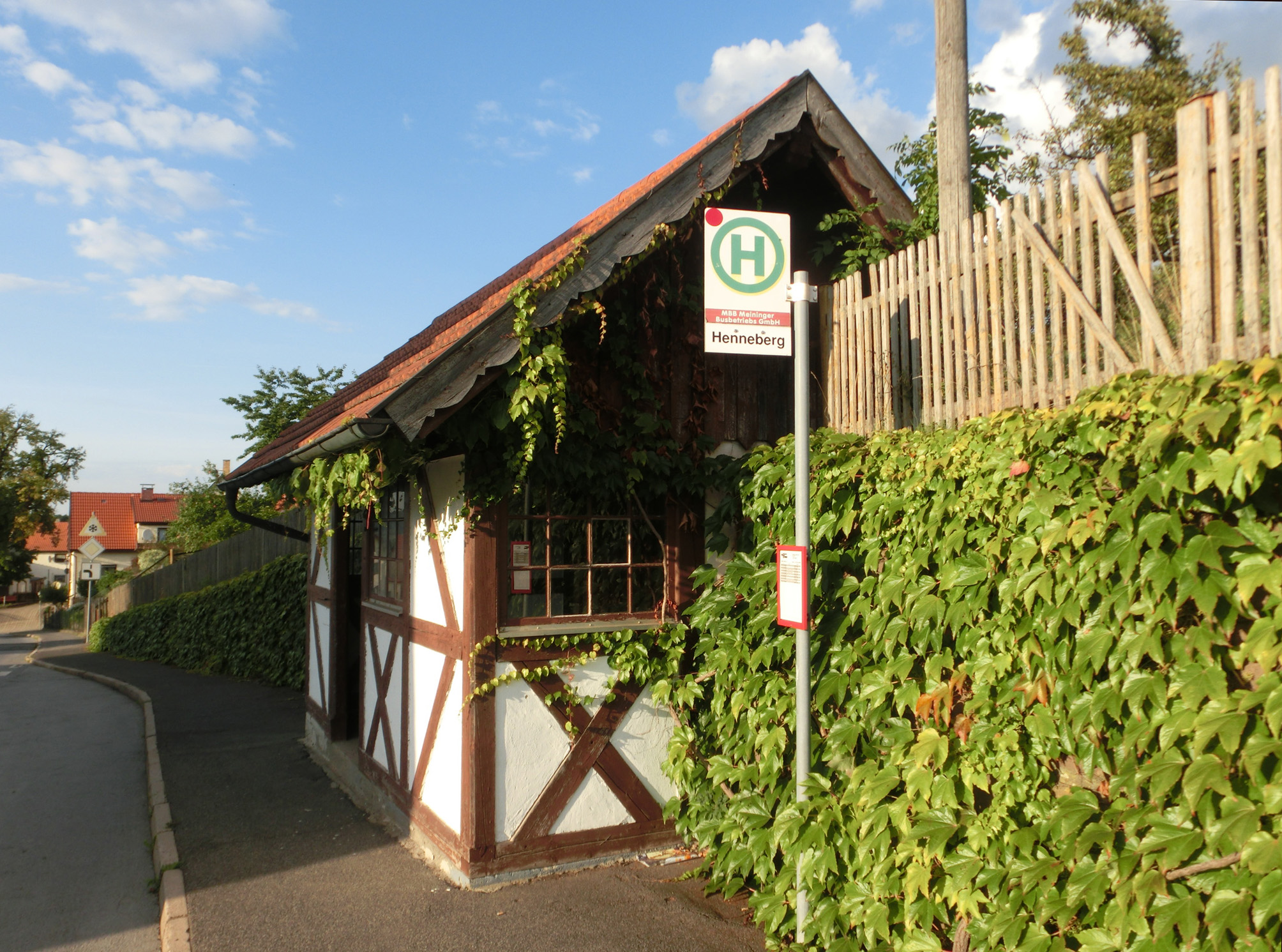
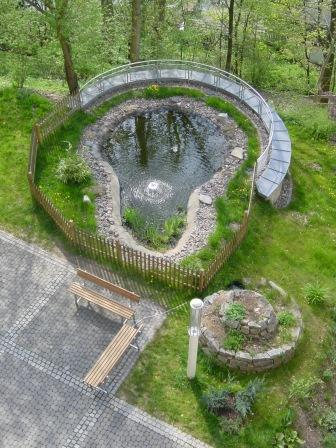

Dreißigacker · Einödhausen · Helba · Henneberg · Herpf · Jerusalem · Meiningen · Unterharles · Wallbach · Walldorf